# Référendum liechtensteinois de 1954
 (août 2025).
Un double référendum a lieu au Liechtenstein le 3 octobre 1954. 

## Contenu
Le référendum porte sur la proposition d'origine populaire de modification des permis de pêche pour les étrangers. Les inscrits ont dans le même temps à se prononcer sur un contre-projet du parlement

## Contexte
Il s'agit d'une initiative populaire proposant de restreindre à une période allant de 1 à 7 jours les permis de pêches vendu aux étrangers non résidents.
Le seuil de 600 inscrits ayant été atteint, l'initiative est envoyée devant le Landtag dans le cadre de l'article 64.2 de la constitution. Le parlement la rejette, entraînant sa mise en votation, et propose dans le cadre du même article une contre-proposition de permis de cette nature allant jusqu'à 14 jours.

## Résultats
| Choix                                 | Votes | %     |
| ------------------------------------- | ----- | ----- |
| Pour l'initiative                     | 1 382 | 61,06 |
| Pour le contre-projet                 | 212   | 9,36  |
| Contre les deux                       | 669   | 23,58 |
| Votes blancs et invalides             | 317   | –     |
| Total                                 | 2 580 | 100   |
| Inscrits/Participation                | 3 406 | 75,74 |
| Source: Démocratie Directe (Allemand) |       |       |